# 儀徵化纖
儀徵化纖，即中国石化仪征化纤有限责任公司和中国石化集团资产经营管理有限公司仪征分公司（港交所除牌前1033.HK；上交所除牌前600871.SS，前稱「中國石化儀徵化纖股份有限公司」，簡稱「儀徵」、「儀化」、「S儀化」），是中國石化的子公司，主要經營業務為在中國大陸生產及銷售化纖及化纖原料，包括生產和銷售聚酯切片和滌綸纖維，並生產聚酯主要原料精對苯二甲酸。總部是在江蘇省儀徵市。
市場一直憧憬母公司中國石化先進行股份改革（簡稱「股改」），後私有化儀徵化纖和上海石化，但至今仍未落實。
儀化同時擁有A股和H股，分別在上海和香港上市，是H股中往績市盈率最高的股份，高達2百多倍。
在2014年12月4日，母公司实施仪征化纤股份有限公司（已在2015年4月28日除牌）与石油工程有限责任公司重大资产重组，12月31日完成资产交割。其後在2015年4月20日更名「中石化石油工程技术服务股份有限公司」。仪征化纤的业务由中国石化仪征化纤有限责任公司、中国石化集团资产经营管理有限公司仪征分公司承继。

## 链接
- 中國石化儀徵化纖有限公司 （页面存档备份，存于）